# Revealed Recordings
Revealed Recordings (deutsch offenbarte Aufnahmen) ist ein niederländisches Plattenlabel, das im Jahr 2010 vom niederländischen DJ und Produzenten Robbert van de Corput alias Hardwell gegründet wurde. Es gehört zum Musikunternehmen „Cloud9 Music“. Als Label- und Artist-Manager agiert der ebenfalls niederländische Produzent Sebastien Lintz. Das Label ist überwiegend auf die Veröffentlichung von Produktionen aus dem Bereich des Electro-House’ (insbesondere Big-Room und Dirty-Dutch) und des Progressive-House’ ausgelegt. Überwiegend erfolgen keine Verpflichtungen für Künstler, die über „Revealed Recordings“ veröffentlichten, wodurch Projekte wie Blasterjaxx und W&W oder Musiker wie Headhunterz und KSHMR teils nur einzelne Lieder über das Label veröffentlichen.

## Geschichte
Die Absicht der Gründung des Labels war die Bildung einer Plattform für junge Talente, um diesen ein Sprungbrett zu bieten. Aus diesem gingen bisher Künstler wie Julian Calor, Joey Dale oder auch seine Freunde Dannic und Dyro hervor. Das erste Release über „Revealed“ bildete jedoch Hardwell selber am 4. Dezember 2010 mit seiner Kollaboration mit DJ Funkadelic, die den Titel Get Down Girl trägt. Im Grunde genommen erschien bereits am 12. November 2010 mit der Kompilation Hardwell Presents: Revealed Recordings Vol. 1 eine erste Veröffentlichung im Zuge des Labels, angegeben wird bei sämtlichen Album-Veröffentlichungen jedoch lediglich das Major-Label „Cloud 9“.
Am 19. Dezember 2011 wurde die so genannte Revealed Collection veröffentlicht, die zahlreiche Produktionen, die den Studios des Labels entstammen enthält. Das im Jahr 2012 erschienene Lied Call Me a Spaceman mit Mitch Crown konnte als erste Veröffentlichung der Labels in die offiziellen niederländischen Single-Charts einsteigen. Am 29. Januar 2015 verkündete Hardwell, dass für April 2014 eine so genannte Bus-Tour durch Nordamerika geplant sei. Diese zog er gemeinsam mit seinen Freunden Dannic und Dyro durch, wodurch sich der Begriff „Dutch-House-Mafia“ etablierte. Gerüchte, dass diese noch entstehen würde, halten bis heute an.
Am 12. September 2014 brachte das Plattenlabel eine EP mit dem Titel #BeatportDecade; Progressive House heraus, die die zehn auf Beatport erfolgreichsten Tracks des Labels enthält. Im Frühjahr 2015 wurden die Fans zum 5-jährigen Jubiläum dazu aufgefordert, für ihre Favoriten aller „Revealed-Music“-Releases abzustimmen. Dabei gewann Hardwells Spaceman, gefolgt von Burn von KSHMR und DallasK sowie Left Behind von Paris Blohm und Taylr Renee. Am 6. März 2015 wurde die erste Folge des „Revealed Radio“s gehostet. Diese stellte etliche kommende Single-Veröffentlichungen auf dem Label vor. Seither wird vor jeder „Hardwell-On-Air“-Folge, Freitags um 23 Uhr ein, von einem namhaften DJ gemixtes, einstündiges Set zum Streaming online gestellt. April 2015 sollte ursprünglich Hardwells Kollaboration mit Martin Garrix als REVR 160 veröffentlicht werden, dies wurde allerdings annulliert.
Das erste Studioalbum erschien am 1. Mai 2015. Dies wurde von Newcomer Julian Calor produziert und trägt den Titel Evolve. Dies wurde durch und durch gelobt und konnte bis in die Top-10 der Beatport-Charts vorrücken. Seit 2015 kann man auf zahlreichen Festivals, wie dem Tomorrowland oder dem Creamfields die „Revealed Stages“ finden, auf denen Label-Repräsentierende DJs auflegen. Am 9. März 2016 erschien der sogenannte Miami Sampler, der aus Liedern von Newcomern und neuen Künstlern auf dem Label besteht.
Im Jahr 2017 erfuhr das gesamte Design ein Relaunch. So werden die Single-Covers seither neu gestaltet. Auch der YouTube-Kanal sowie auch die Website erhielt ein neues Design. Seither erscheinen die in Hardwells „Hardwell On Air“ gespielten „Demos of the Week“ als Free-Download über das Plattenlabel.
Im April 2018 startete offiziell das Sublabel „Gemstone Records“, das sich insbesondere auf radiotauglichere Genres, darunter Deep-House, Future-Bass und Elektro-Pop spezialisieren soll. Das erste Release erfolgte durch das Lied Ego von Rich Edwards und Victoria Voss.
Mitte bis Ende August 2018 wurde der YouTube-Kanal von „Revealed Recordings“ in „Revealed Music“ umbenannt. Sebastien Lintz äußerte sich via Twitter dazu, während von „Revealed“s Seite kein Statement veröffentlicht wurde. Als Grund erläuterte Lintz die Funktionalität des Plattenlabels, die sich nicht mehr ausschließlich auf Songveröffentlichungen konzentriert. Anbei gab er bekannt, dass für die kommenden Jahre weitere Umbrüche geplant wären.
Nachdem „Revealed“-Gründer Hardwell im Oktober 2018 sein vorerst letztes Konzert gespielt hatte, konzentrierte er sich im darauffolgenden Jahr auf das Wachstum des Plattenlabels. Nicht nur wurden der gesamte Unternehmensstandort vergrößert und modernisiert, auch wurde nach „Gemstone Records“ ein weiteres Imprint gegründet. Dieses wurde „Revealed Radar“ getauft und ist für die Veröffentlichung von Liedern kleinerer Artists gedacht. Die Songs erscheinen als Teil wöchentlicher Extended Plays als kostenloser Download. Des Weiteren ging parallel mit der Veröffentlichung des Debüt-Studioalbums des schwedischen DJ und Produzenten Kaaze, die erste Folge des „Revealed“-Podcasts online. Die gesamte Neustrukturierung und Expansion der Marke „Revealed“ beschrieb Hardwell als Schritt „vom Musiklabel zum Tonträgerunternehmen“ („From a record label to a record company“).
Am 7. Juni 2024 erschien mit „Move“ von Hardwell und Kaaze die tausendste Veröffentlichung unter dem Label Revealed Recordings.

### Namensherkunft
In der zweiten Episode des „Revealed“-Podcasts erklärte van de Corput, dass die Idee für den Namen des Labels aus dem Zitat eines Freundes hervorging. Dieser hätte, nachdem Hardwell seine Demos erfolglos an verschiedene Label sendete, gesagt, er „müsse der Welt [mit einem eigenen Label] offenbaren, wer Hardwell ist“ (to reveal the world, who Hardwell is).

## Künstler

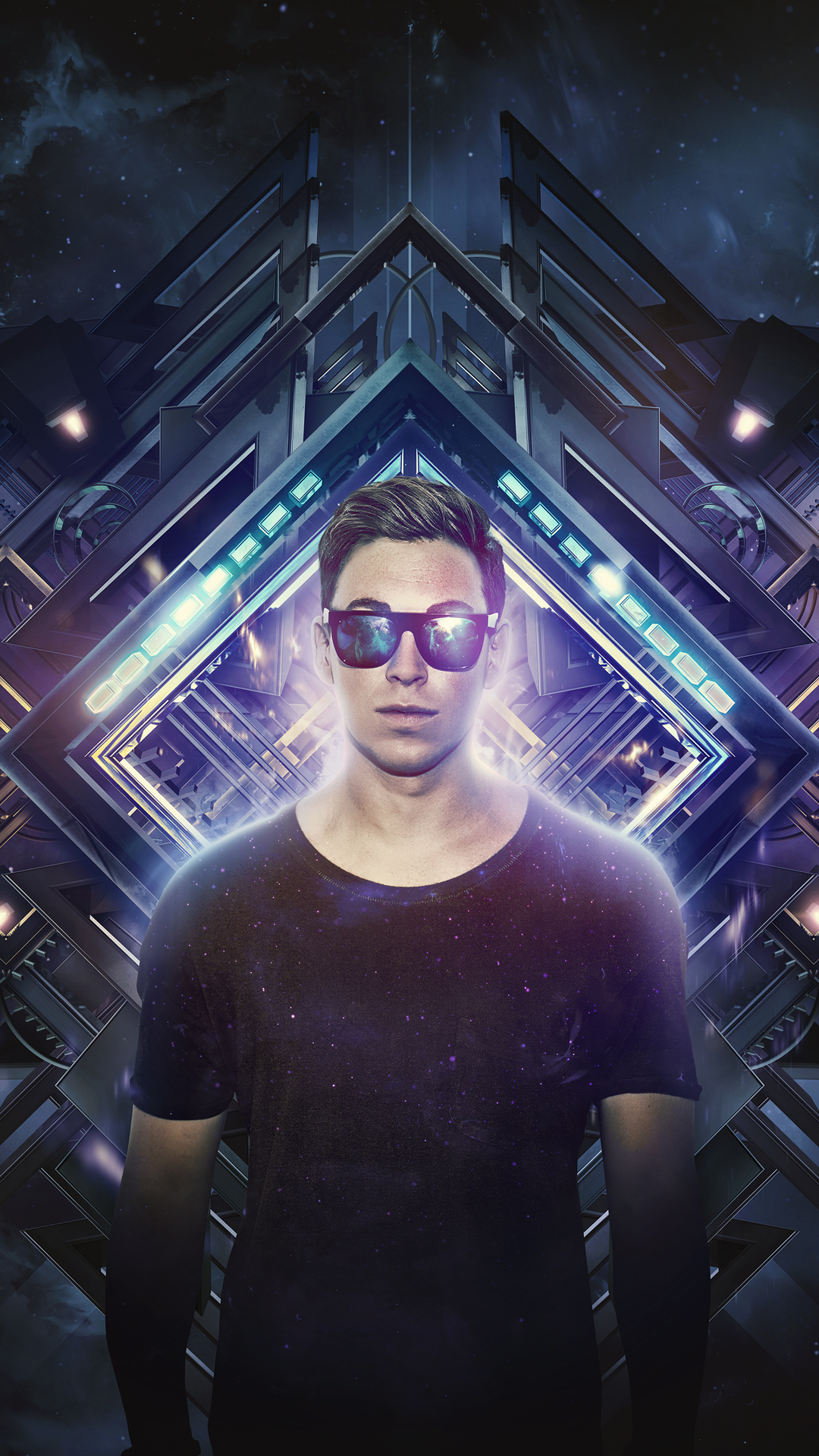
Hardwell auf dem Cover der Revealed Volume 7

Folgende Künstler sind fest bei „Revealed Recordings“ unter Vertrag:
- ANG
- Paris Blohm
- Julian Calor
- Dada Life
- Domeno
- Joey Dale
- Jaggs
- Kaaze
- Kill the Buzz
- LoaX
- Loris Cimino
- Maddix
- Magnificence
- Manse
- Thomas Newson
- Rico & Miella
- SaberZ
- Sick Individuals
- Suyano
- SWACQ
- Syzz
- Luca Testa
- Tom & Jame

## Veröffentlichungen
Die Veröffentlichungen erscheinen in der Regel mittwochs und freitags. Ausnahmen bilden Lieder, bei denen Chart-Potenzial vermutet wird, was meist Hardwells Lieder betrifft. Da die Chartwochen meist freitags beginnen, kann man diese eben dann in sämtlichen Online-Stores finden. Die Cover der Single-Veröffentlichungen sind an der unteren, rechten Ecke mit einem „REVR“ und der entsprechenden Release-Nummer gekennzeichnet. Sonstige Veröffentlichungen, darunter Alben, Remix-EPs oder auch Lieder, die in Kooperationen mit anderen Labels erschienen, werden mit einer SP-Nummer angegeben. Während im ersten Jahr lediglich 17 Releases erfolgten, zählten das Jahr 2015 bereits 71 Single-Veröffentlichungen.

## Diskografie
Seit Gründung konnten 19 Releases Platz-1 der Beatport-Charts erreichen, 14 Lieder erreichten bisher Platzierungen in den offiziellen Single-Charts. Diese werden von 12 Produktionen von Hardwell, Blasterjaxx’ Mystica und Yee von Deorro gebildet. Als erfolgreichste Single geht das Lied Dare You von Hardwell und Matthew Koma hervor, das in fünf Ländern in die Top-100 einsteigen konnte und mit Platz-13 in Belgien seine Höchstposition erreichen. Yee folgt mit ebenfalls fünf Top-100-Einstiegen und Nummer 29 als Top-Position.

### Alben
| Jahr | Titel                                | Höchstplatzierung, Gesamtwochen, AuszeichnungChartplatzierungen (Jahr, Titel, Platzierungen, Wochen, Auszeichnungen, Anmerkungen) | Höchstplatzierung, Gesamtwochen, AuszeichnungChartplatzierungen (Jahr, Titel, Platzierungen, Wochen, Auszeichnungen, Anmerkungen) | Höchstplatzierung, Gesamtwochen, AuszeichnungChartplatzierungen (Jahr, Titel, Platzierungen, Wochen, Auszeichnungen, Anmerkungen) | Höchstplatzierung, Gesamtwochen, AuszeichnungChartplatzierungen (Jahr, Titel, Platzierungen, Wochen, Auszeichnungen, Anmerkungen) | Höchstplatzierung, Gesamtwochen, AuszeichnungChartplatzierungen (Jahr, Titel, Platzierungen, Wochen, Auszeichnungen, Anmerkungen) | Höchstplatzierung, Gesamtwochen, AuszeichnungChartplatzierungen (Jahr, Titel, Platzierungen, Wochen, Auszeichnungen, Anmerkungen) | Anmerkungen                             |
| Jahr | Titel                                | DE | AT | CH | UK | US | NL | Anmerkungen                             |
| ---- | ------------------------------------ | --- | --- | --- | --- | --- | --- | --------------------------------------- |
| 2010 | Hardwell presents „Revealed Vol. 1“  | — | — | — | — | — | — | Erstveröffentlichung: 12. November 2010 |
| 2011 | Hardwell presents „Revealed Vol. 2“  | — | — | — | — | — | — | Erstveröffentlichung: 29. Juli 2011     |
| 2012 | Hardwell presents „Revealed Vol. 3“  | — | — | — | — | — | NL14 a (10 Wo.)NL | Erstveröffentlichung: 3. August 2012    |
| 2013 | Hardwell presents „Revealed Vol. 4“  | DE15 a (3 Wo.)DE | AT25 (2 Wo.)AT | CH8 a (3 Wo.)CH | UK60 a (8 Wo.)UK | US191 (1 Wo.)US | NL2 a (42 Wo.)NL | Erstveröffentlichung: 20. Juni 2013     |
| 2014 | Hardwell presents „Revealed Vol. 5“  | DE18 a (1 Wo.)DE | AT34 (1 Wo.)AT | CH6 a (1 Wo.)CH | UK71 a (2 Wo.)UK | — | NL4 a (21 Wo.)NL | Erstveröffentlichung: 20. Juni 2014     |
| 2015 | Hardwell presents „Revealed Vol. 6“  | DE17 a (1 Wo.)DE | AT16 a (1 Wo.)AT | CH5 a (3 Wo.)CH | — | — | NL4 a (7 Wo.)NL | Erstveröffentlichung: 19. Juni 2015     |
| 2016 | Hardwell presents „Revealed Vol. 7“  | DE16 a (1 Wo.)DE | AT15 a (1 Wo.)AT | CH11 a (1 Wo.)CH | — | — | NL9 a (4 Wo.)NL | Erstveröffentlichung: 24. Juni 2016     |
| 2017 | Hardwell presents „Revealed Vol. 8“  | DE15 a (1 Wo.)DE | AT9 a (1 Wo.)AT | CH10 a (2 Wo.)CH | — | — | NL4 a (21 Wo.)NL | Erstveröffentlichung: 13. Oktober 2017  |
| 2018 | Hardwell presents „Revealed Vol. 9“  | DE21 a (2 Wo.)DE | — | — | — | — | NL7 a (3 Wo.)NL | Erstveröffentlichung: 12. Oktober 2018  |
| 2019 | Hardwell presents „Revealed Vol. 10“ | DE28 a (1 Wo.)DE | — | — | — | — | NL2 a (13 Wo.)NL | Erstveröffentlichung: 30. August 2019   |

### Weitere Veröffentlichungen
- 2010: Hardwell presents Revealed Vol. 1
- 2011: Hardwell presents Revealed Vol. 2
- 2011: Hardwell presents Revealed Volume 2 – Album Sampler
- 2011: Talent Revealed Vol. 1
- 2011: Revealed Recordings Presents The Collection Vol 1
- 2012: The Sound Of Revealed 2012 – Mixed By Dannic & Dyro
- 2013: Revealed Recordings Presents Miami 2013
- 2013: Talent Revealed Vol. 2
- 2013: Revealed Collection Part 1: ADE Edition
- 2013: The Sound Of Revealed 2013 – Mixed By Kill The Buzz
- 2014: Revealed Recordings Presents Miami Sampler 2014
- 2014: Revealed Recordings presents Revealed Festival EP Vol. 1
- 2014: Revealed Recordings presents Revealed Festival EP Vol. 2
- 2014: Revealed Recordings presents The Hardstyle Remixes
- 2014: Revealed Recordings #BeatportDecade Progressive House
- 2014: Revealed Recordings presents ADE Sampler 2014
- 2015: Revealed – 5 Year Anniversary
- 2015: Revealed Recordings presents ADE Sampler 2015
- 2015: Revealed Recordings presents Miami Sampler 2015
- 2016: Revealed Recordings presents Miami Sampler 2016
- 2016: Revealed Recordings presents ADE Sampler 2016
- 2016: The Sound Of Revealed 2016 Mixed By Maddix, Kaaze and Suyano
- 2017: Revealed Recordings presents Miami Sampler 2017
- 2017: Revealed Recordings presents ADE Sampler 2017
- 2017: The Sound Of Revealed (Mixed By Suyano)
- 2018: Revealed Recordings presents ADE Sampler 2018